# Trichopagis manicata
Genre
Espèce
Trichopagis manicata, unique représentant du genre Trichopagis, est une espèce d'araignées aranéomorphes de la famille des Thomisidae.

## Distribution
Cette espèce se rencontre en Guinée, au Gabon, en Afrique du Sud et à Madagascar.

## Description
Le mâle subadulte holotype mesure 6 mm.

## Publication originale
- Simon, 1886 : Espèces et genres nouveaux de la famille des Thomisisdae. Actes de la Société linnéenne de Bordeaux, vol. 40, p. 167-187 (texte intégral).